# Helhonia rhamnigena
Helhonia rhamnigena är en svampart som först beskrevs av Fautrey, och fick sitt nu gällande namn av B. Sutton 1980. Helhonia rhamnigena ingår i släktet Helhonia, divisionen sporsäcksvampar och riket svampar.   Inga underarter finns listade i Catalogue of Life.